# Winterville (Geórgia)
Winterville é uma cidade localizada no estado americano de Geórgia, no e Condado de DeKalb  e Condado de Fulton.

## Demografia
Segundo o censo americano de 2000, a sua população era de 1068 habitantes.
Em 2006, foi estimada uma população de 1065, um decréscimo de 3 (-0.3%).

## Geografia
De acordo com o United States Census Bureau tem uma área de
6,9 km², dos quais 6,9 km² cobertos por terra e 0,0 km² cobertos por água.

## Localidades na vizinhança
O diagrama seguinte representa as localidades num raio de 16 km ao redor de Winterville.